# Jimmy Rodgers
James Donald Rodgers, detto Jimmy (Oak Park, 12 marzo 1943), è un ex cestista e allenatore di pallacanestro statunitense, ha allenato per quattro stagioni nella NBA.

## Carriera
Laureato alla University of Iowa, è stato alla guida dei Boston Celtics per due stagioni, e dei Minnesota Timberwolves per una stagione e mezza. Due eliminazioni al primo turno di play-off con i Celtics e un record di ventuno vinte e novanta perse a Minneapolis. Migliori i risultati raggiunti come assistente, sei titoli NBA vinti, tre a Boston (1981, 1984, 1986) e tre ai Chicago Bulls (1996, 1997, 1998).